# Herbert Samuel
Herbert Louis Samuel, 1. wicehrabia Samuel (ur. 6 listopada 1870, zm. 2 lutego 1963), GCB, OM, GBE – brytyjski polityk i dyplomata, członek Partii Liberalnej, minister w rządach Herberta Henry’ego Asquitha i Ramsaya MacDonalda. Członek Tajnej Rady Wielkiej Brytanii.

## Życiorys

### Dzieciństwo i młodość
Urodził się w 1870 w Liverpoolu w Anglii, w domu przy Belvidere Road 11 w dzielnicy Toxteth. Obecnie w budynku tym mieści się szkoła The Belvedere Academy. Był synem bankiera Edwina Louisa Samuela i Clary Yates. Odebrał tradycyjne religijne wychowanie żydowskie. Następnie ukończył University College School w Hampstead (w Londynie) i Balliol College w Oksfordzie. Podczas nauki w Oksfordzie przeszedł radykalną transformację i wyrzekł się swoich przekonań religijnych. W 1892 napisał list do matki, że zaprzestaje przestrzegać zewnętrznych zasad judaizmu, i byłby w stanie nigdy nie uczęszczać do synagogi. Pozostał jednak członkiem społeczności żydowskiej i „ze względów higienicznych” przestrzegał zasad szabatu oraz koszerności.
W 1897 poślubił swoją kuzynkę, Beatrice Franklin. Miał z nią trzech synów i córkę.

### Początek kariery politycznej
Dwukrotnie (w 1895 i 1900) bez powodzenia startował w wyborach w okręgu wyborczym South Oxfordshire, zanim w 1902 został deputowanym w okręgu wyborczym Cleveland (do 1918). Był deputowanym z ramienia Partii Liberalnej.

### Rząd Henry’ego Campbell-Bannermana
W 1905 premier Henry Campbell-Bannerman powołał Samuela do swojego gabinetu, powierzając mu urząd podsekretarza stanu w Ministerstwie Spraw Wewnętrznych. Awans ten umożliwił mu zdobycie pierwszego doświadczenia w administracji rządowej.

### Rząd Herberta Asquitha
W 1908 r. premier Herbert Henry Asquith powołał Samuela do swojego pierwszego rządu, powierzając mu początkowo urząd podsekretarza stanu w Ministerstwie Spraw Wewnętrznych (do 1909), a potem honorowy tytuł kanclerza Księstwa Lancaster (1909–1910). Następnie w latach 1910–1914 Samuel był poczmistrzem generalnym Wielkiej Brytanii. Pod koniec kadencji rządu był przewodniczącym Rady Zarządu Lokalnego (1914–1915). Gdy w maju 1915 został utworzony drugi rząd Herberta Henry’ego Asquitha, Samuel był początkowo poczmistrzem generalnym (1915–1916), a następnie otrzymał dodatkowy tytuł honorowy kanclerza Księstwa Lancaster (1915–1916). W 1915 przedstawił koncepcję utworzenia brytyjskiego Protektoratu nad Palestyną, która spodobała się 1 Lordowi Admiralicji Arthurowi Balfour. Wpłynęło to na opublikowanie późniejszej deklaracji Balfoura. W 1916 Samuel został ministrem spraw wewnętrznych. Stanął w obliczu niedoboru żołnierzy potrzebnych do walki na frontach I wojny światowej i pogłębiającego się jednocześnie niedoboru siły roboczej potrzebnej dla przemysłu zbrojeniowego. Drugim trudnym problemem była kwestia tysięcy rosyjskich uchodźców (wielu z nich było młodymi Żydami), przed którymi postawiono wybór między poborem do British Army lub powrotem do Imperium Rosyjskiego i służbą w armii carskiej. Gdy w 1916 nastąpiła seria niepowodzeń wojennych, którym towarzyszyła coraz większa liczba ofiar, rządząca Partia Liberalna straciła zaufanie do rządu Asquitha i poparła pro-syjonistycznego kandydata na premiera Davida Lloyd George’a. Rządem od początku targały spory między liberałami a nieusatysfakcjonowanymi podziałem ministerstw konserwatystami. Rząd upadł 5 grudnia 1916, kiedy konserwatyści odmówili współpracy z Asquithem. Były premier i jego stronnicy przeszli do opozycji. Samuel opowiedział się za Asquithem i stracił miejsce w rządzie. Konserwatyści utworzyli natomiast gabinet z pozostałymi liberałami, na którego czele stanął lider tych ostatnich David Lloyd George. Jego secesja oznaczała rozłam w Partii Liberalnej, który ostatecznie odsunął liberałów od władzy w Wielkiej Brytanii. W następnych wyborach powszechnych w 1918 Samuel stracił mandat deputowanego.

### Palestyna

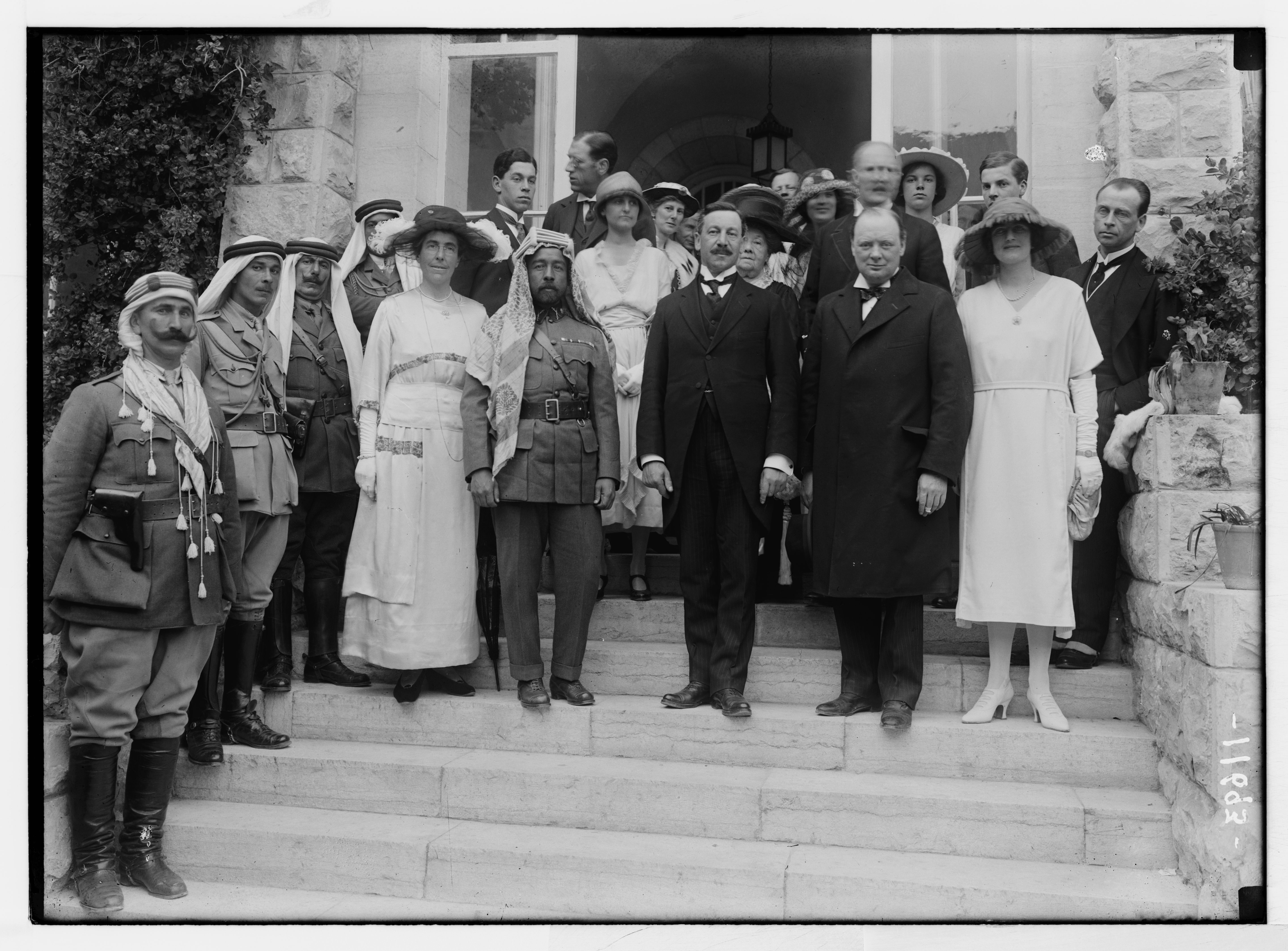
Patrząc od prawej strony: Winston Churchill z żoną, Herbert Samuel, Emir Abdullah I, bardziej z lewej widoczny Thomas Lawrence, w Jerozolimie, 28 marca 1921

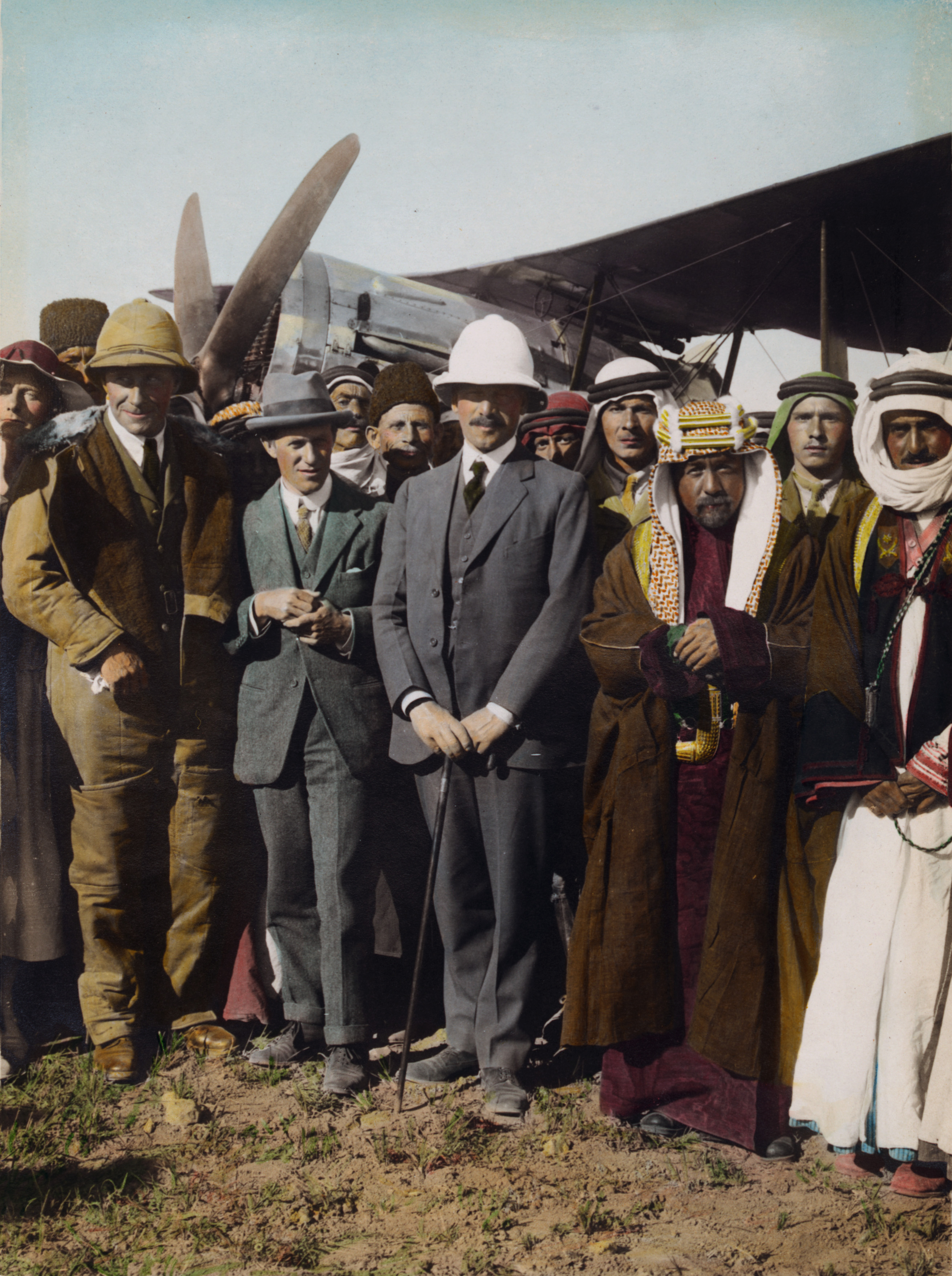
Herbert Samuel, Emir Abdullah I i Thomas Lawrence na lotnisku w Ammanie, kwiecień 1921

Herbert Samuel z przedstawicielami administracji i duchownymi Jerozolimy, 1922

Podczas działań wojennych prowadzonych przez Brytyjczyków na Bliskim Wschodzie przeciwko Imperium osmańskiemu w 1917 zajęto Palestynę oraz obszar dzisiejszego Libanu, Jordanii i Syrii. Nad całością tego obszaru władzę sprawowała brytyjska administracja wojskowa. W kwietniu 1920 na konferencji w San Remo podjęto decyzję o utworzeniu na tym obszarze francuskiego Mandatu Syrii i Libanu i brytyjskiego Mandatu Palestyny. Podjęto przy tym decyzję o zastąpieniu administracji wojskowej Palestyny administracją cywilną, kierowaną przez wysokiego komisarza Palestyny. Samuel automatycznie stał się kandydatem do reprezentowania interesów Wielkiej Brytanii na tym terytorium, zwłaszcza że brytyjskie stanowisko było mocno związane z obietnicą deklaracji Balfoura o utworzeniu w Palestynie „żydowskiej siedziby narodowej”. W tym celu 20 czerwca 1920 r. Herbert Samuel przybył do Palestyny i 1 lipca oficjalnie został pierwszym wysokim komisarzem Palestyny. Tymczasem władze wojskowe wycofały się do Egiptu, oczekując na oficjalne przyznanie Mandatu Palestyny przez Ligę Narodów (nastąpiło to w 1922).
Powołanie Samuela na urząd wysokiego komisarza Palestyny było mocno kontrowersyjne. Dla środowiska żydowskiego – zwłaszcza ruchu syjonistycznego – było to niezwykle ważne wydarzenie. Po raz pierwszy od prawie dwóch tysięcy lat Żyd stanął na czele władzy administracyjnej w Ziemi Izraela. Jednak wojskowe władze spostrzegały jego powołanie jako „wysoce niebezpieczne” dla sytuacji w Palestynie. Od strony formalnej ustanowienie cywilnej administracji w Palestynie było niezgodne z prawem, ponieważ nastąpiło przed podpisaniem 10 sierpnia 1920 traktatu pokojowego z Turcją. Wcześniej cywilna administracja nie mogła wymagać na mieszkańcach Palestyny podporządkowania się jej władzy – terytorium to powinno wciąż znajdować się pod wojskową okupacją. Ustanowienie cywilnego wysokiego komisarza Palestyny spotkało się z krytyką brytyjskich wojskowych. Generał Louis Bols powiedział, że powołanie Samuela spotkało się z „konsternacją, przygnębieniem i rozdrażnieniem muzułmańskiej oraz chrześcijańskiej ludności ... przekonanej, że będzie faworyzował syjonistów i reprezentuje żydowski, a nie brytyjski rząd”. Natomiast generał Edmund Allenby powiedział, że Arabowie postrzegają to jako „przekazanie kraju pod administrację syjonistyczną”, i przewidywał wybuch dużych niepokojów społecznych.
Jako wysoki komisarz Palestyny Samuel starał się udowodnić swoją bezstronność i występował jako pośrednik między żydowskimi i arabskimi interesami. Było to niezwykle trudne zadanie, ponieważ rosnące osadnictwo żydowskie w Palestynie budziło uzasadniony niepokój i niezadowolenie Arabów. Doprowadziło to do zamieszek Nabi Musa w kwietniu 1920. W ich rezultacie społeczność żydowska rozpoczęła tworzenie własnej paramilitarnej organizacji samoobrony Hagana. Samuel, poszukując rozwiązania konfliktu żydowsko-arabskiego, usiłował zdobyć zaufanie ludności arabskiej i przekonać jej liderów do współuczestniczenia w administracji mandatowej. Przekonywał ich, że jest to jedyna skuteczna droga, aby mogli bronić swoich praw obywatelskich i ekonomicznych. W tych staraniach napotkał jednak na opór arabskich przywódców, którzy odmówili współpracy z jakąkolwiek instytucją, w skład której weszliby Żydzi. W maju 1921 doszło do kolejnych krwawych arabskich wystąpień – zamieszki w Jafie. Brytyjskie wojska mandatowe przez pierwsze trzy dni nie angażowały się w starcia, umożliwiając im rozszerzenie się na prawie całe terytorium państwa. W ich rezultacie zginęło 47 Żydów i 48 Arabów, a rannych było 146 Żydów i 73 Arabów.
Wydarzenia te wstrząsnęły Samuelem, który zdecydował się dokładnie przeanalizować stosunki arabsko-żydowskie w kraju. 14 maja 1921 nakazał tymczasowo zatrzymać napływ nowych żydowskich imigrantów do Palestyny, aby w ten sposób zyskać czas potrzebny na analizę faktów. 3 czerwca odbyły się uroczystości z okazji urodzin brytyjskiego króla Jerzego V. W swoim wystąpieniu Samuel powiedział, że brytyjski rząd nigdy nie pozwoli na powstanie żydowskiego rządu w Palestynie, który panowałby nad arabską większością i zagarnąłby arabską ziemię. Dodał, że deklaracja Balfoura ma na celu umożliwienie napływu do Palestyny żydowskich imigrantów, których praca i wiedza umożliwią „rozwinąć kraj dla dobra wszystkich jej mieszkańców”. Mowa ta miała na celu uspokojenie Arabów, stanowiła jednak zasadniczy zwrot w stanowisku zajmowanym przez Samuela. Doszedł on do wniosku, że aby umożliwić dalszą realizację programu ruchu syjonistycznego, musi być pozyskana współpraca arabska. W tym duchu zaproponował utworzenie żydowskich i arabskich instytucji przedstawicielskich. W rezultacie powstały żydowskie Zgromadzenie Reprezentantów i arabska Najwyższa Rada Muzułmańska. Aby uspokoić nastroje społeczności arabskiej, brytyjskie władze uzyskały zgodę Ligi Narodów na wydzielenie z terytorium Mandatu Palestyny obszaru położonego na wschód od rzeki Jordan, tworząc tam arabski Emirat Transjordanii (obszar ten wyłączono z deklaracji Balfoura). Następnie sir Samuel wyraził zgodę, aby Al-Hadżdż Muhammad Amin al-Husajni powrócił do Palestyny i został wielkim muftim Jerozolimy. Decyzja ta okazała się niezwykle bolesnym błędem dla brytyjskiej dyplomacji, ponieważ okazał się on arabskim nacjonalistą, który odegrał kluczową rolę w gwałtownej opozycji wobec żydowskiego osadnictwa w Palestynie. Amin al-Husajni postanowił wykorzystać dla własnych politycznych celów Wzgórze Świątynne w Jerozolimie, a szczególnie meczet al-Aksa i Kopułę na Skale. Był on zdecydowany przekształcić meczet al-Aksa w symbol panarabskiego i palestyńskiego nacjonalizmu w walce z napływem żydowskich imigrantów do Palestyny. Prowadząc swoją kampanię często oskarżał Żydów o planowanie przejęcia kontroli nad Murem Zachodnim, który był niezbywalną własnością i częścią meczetu al-Aksa.
Równocześnie Samuel poprosił Chaima Weizmana, aby jak najszybciej wyjechał do Wielkiej Brytanii i przez pewien czas nie przyjeżdżał do Palestyny. Weizman po przyjechaniu do Londynu ostro skrytykował brytyjską politykę ustępstw wobec Arabów, argumentując, że interesy brytyjskie i syjonistyczne wymagają zupełnie innych działań, będących w zgodzie z deklaracją Balfoura. Z tego powodu spotkał się z Winstonem Churchillem, któremu przedstawił swoje argumenty i propozycje działań. Churchill był pod wrażeniem rozmowy. 22 lipca 1921 spotkał się z premierem Davidem Lloyd George’em i Lordem Arthurem Balfourem. W spotkaniu tym uczestniczył Weizman, który otrzymał zapewnienie, że celem brytyjskiego rządu jest utworzenie „żydowskiej siedziby narodowej” w Palestynie. Weizman przekazał tę informację Światowej Organizacji Syjonistycznej. Decyzje rządu brytyjskiego znalazły także odbicie w polityce realizowanej przez władze w Palestynie. Podjęły one współpracę przy realizacji kilku projektów syjonistycznych, między innymi projektu elektryfikacji Pinchasa Rutenberga. Rozpoczęto także rekrutację Żydów do policji, a sprawców arabskich zaburzeń ostro karano. W międzyczasie brytyjski rząd wysłał do Palestyny komisję śledczą Haycrafta, która miała zbadać przyczyny tych wydarzeń. Następnie Syjoniści użyli wszystkich swoich wpływów, aby poprzeć w Lidze Narodów projekt przyznania Wielkiej Brytanii mandatu nad Palestyną. Starano się, aby dokument w tej sprawie został przyjęty jeszcze w maju 1922, jednak bez powodzenia – podpisano go dopiero 11 września 1922. Zwłoka ta umożliwiła wysokiemu komisarzowi Palestyny Samuelowi przedstawienie w Londynie nowej interpretacji deklaracji Balfoura. Wywołało to burzliwą dyskusję, a Izba Lordów potępiła naruszenie brytyjskich obietnic złożonych Arabom, domagając się wprowadzenia odpowiednich zmian. W rezultacie Winston Churchill rozpoczął pracę nad odpowiednim dokumentem, który został 3 czerwca 1922 przyjęty w Izbie Lordów większością głosów. Biała księga Churchilla w znacznym stopniu ograniczała liczebność nowych żydowskich imigrantów napływających do Palestyny i ograniczała polityczne aspiracje Syjonistów. Arabowie, poprzez przyznanie im środków rządowych, uzyskali znaczną samodzielność i przekonanie o poparciu Wielkiej Brytanii. Aby uspokoić niezadowolenie społeczności żydowskiej, Samuel zezwolił w kwietniu 1925 na formalne otwarcie Uniwersytetu Hebrajskiego. W dniu 30 czerwca 1925 Samuel zakończył służbę w Palestynie i przekazał obowiązki wysokiego komisarza Palestyny swojemu następcy.

### Powrót do Wielkiej Brytanii
Po powrocie do Wielkiej Brytanii premier Stanley Baldwin poprosił Samuela, aby stanął na czele komisji do spraw przemysłu górniczego. Komisja Samuela przedstawiła swój raport w marcu 1926. Zasugerowała ona konieczność przeprowadzenia gruntownej reorganizacji tej gałęzi przemysłu, ale sprzeciwiała się postulatowi jego nacjonalizacji. Raport postulował także wycofanie rządowego wsparcia finansowego oraz obniżenie płac górników. Te postulaty stały się jedną z przyczyn strajku generalnego górników z maja 1926.
Podczas wyborów powszechnych w 1929 Herbert Samuel wygrał wybory w okręgu wyborczym Darwen i powrócił do Izby Gmin. W 1931 został wiceliderem Partii Liberalnej, a latem przejął obowiązki lidera partii w związku z chorobą Lloyda George’a.

### Rząd Herberta Asquitha
W sierpniu 1931 Samuel poparł utworzenie rządu narodowego premiera Ramsaya MacDonalda. W latach 1931–1932 Samuel sprawował obowiązki Ministra Spraw Wewnętrznych. Jednak sprawa ceł protekcjonistycznych, których wprowadzenia domagał się rząd, podzieliła Partię Liberalną na trzy odrębne frakcje. Przed kolejnymi wyborami, które miały odbyć się w 1931, Samuel usiłował doprowadzić do pojednania liberałów. Pomimo to Partia Liberalna wystartowała do wyborów podzielona. Lloyd George wraz z kilkoma stronnikami wystartował jako niezależny liberał, natomiast Samuel pozostał liderem partii. Po wyborach Partia Liberalna uległa kolejnemu podziałowi – z partii wyodrębniła się Narodowa Partia Liberalna z Johnem Simonem na czele. Dalszy spór o cła protekcjonistyczne doprowadził w październiku 1932 do dymisji liberalnych ministrów, w tym również Samuela. Partia Liberalna wycofała się z rządu, ale w głosowaniach popierała posunięcia gabinetu. Dopiero w listopadzie 1933 Partia Liberalna przeszła do opozycji. Samuel pozostał jej liderem do 1935, kiedy to przegrał wybory parlamentarne i znalazł się poza Izbą Gmin.

### Izba Lordów

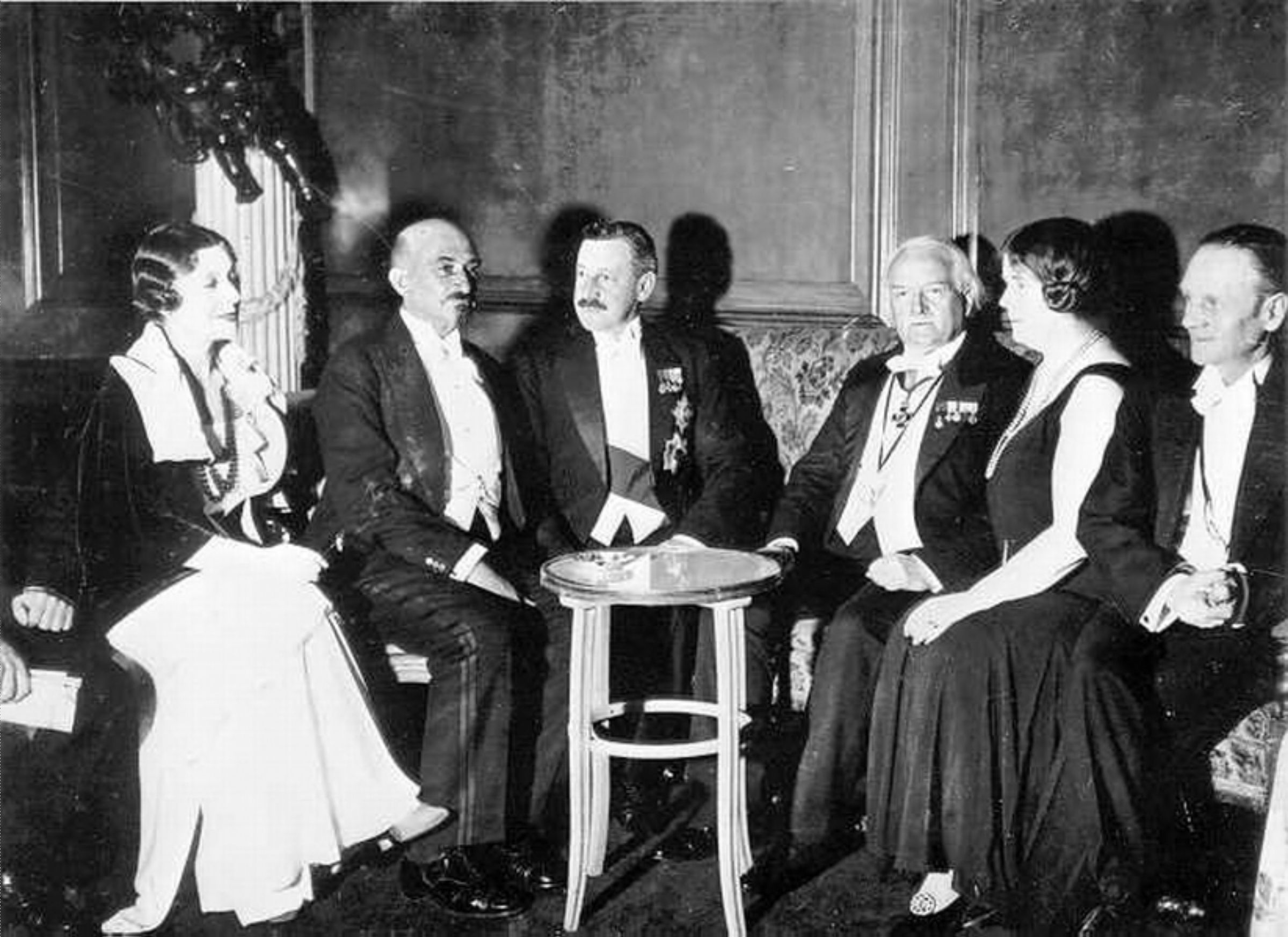
Chaim Weizman z żoną, Herbert Samuel, David Lloyd George, Ethel Snowden i Philip Snowden, Londyn przed 1937

W 1937 otrzymał tytuł 1. wicehrabiego Samuel i zasiadł w Izbie Lordów. Poparł premiera Neville’a Chamberlaina w jego polityce ustępstw wobec kolejnych ekspansji Adolfa Hitlera, argumentując, że Niemcy odkupili już swoje winy za I wojnę światową i powinni odzyskać swoje tereny przemysłowe oraz dawne kolonie. Odmówił jednak wstąpienia do rządu Chamberlaina. Gdy później narodowy socjalizm pokazał swoje oblicze antysemityzmu, Samuel poparł akcję organizowania Kindertransportów, aby ratować żydowskie dzieci z terenów III Rzeszy lub zagrożonych okupacją niemiecką.
W latach 1944–1955 stał na czele Partii Liberalnej w Izbie Lordów. Przed wyborami w 1951, jako pierwszy brytyjski polityk, wygłosił w dniu 15 października orędzie wyborcze w telewizji.

### Późniejsze lata
Ostatnie lata życia poświęcił pisarstwu. Zmarł w 1963. Tytuł wicehrabiego odziedziczył jego najstarszy syn, Edwin Herbert.

## Publikacje
- Liberalism: an attempt to state the principles and proposals of contemporary liberalism in England. G. Richards, 1902, s. 396. [dostęp 2012-04-09]. (ang.).
- The war and liberty: and an address on reconstruction. Hodder and Stoughton, 1917, s. 128. [dostęp 2012-04-09]. (ang.).
- The tree of good and evil: The presidential address to the British Institute of Philosophy, 1933. Davies, 1933, s. 37. [dostęp 2012-04-09]. (ang.).
- Great Britain and Palestine: delivered in the Great Hall of University College, London. The Jewish Historical Society of England, 1935, s. 32. [dostęp 2012-04-09]. (ang.).
- Practical ethics. T. Butterworth, 1935, s. 255. [dostęp 2012-04-09]. (ang.).
- Liberty: principles and practice. Green & Co., 1940, s. 16. [dostęp 2012-04-09]. (ang.).
- On style. Oxford University Press, 1941, s. 10. [dostęp 2012-04-09]. (ang.).
- Democracy, its failings & its future. Oxford University Press, 1941, s. 24. [dostęp 2012-04-09]. (ang.).
- Memoirs. The Cresset Press, 1945, s. 304. [dostęp 2012-04-09]. (ang.).
- Persuasion or force. V. Gollancz, 1947, s. 15. [dostęp 2012-04-09]. (ang.).
- Leisure in a democracy. Cambridge University Press, 1949, s. 23. [dostęp 2012-04-09]. (ang.).
- Essay in physics. Uniwersytet Michigan, 1952, s. 178. [dostęp 2012-04-09]. (ang.).
- Religion in the modern world. Allen & Unwin, 1952, s. 110. [dostęp 2012-04-09]. (ang.).
- Belief and action: an everyday philosophy. Pan Books, 1953, s. 192. [dostęp 2012-04-09]. (ang.).
- The good citizen. University Press, 1954, s. 15. [dostęp 2012-04-09]. (ang.).
- In search of reality. Blackwell, 1957, s. 229. [dostęp 2012-04-09]. (ang.).
- A Threefold Cord: Philosophy, Science, Religion: A Discussion Between Viscount Samuel and Herbert Dingle. G. Allen & Unwin, 1962, s. 280. [dostęp 2012-04-09]. (ang.).

## Odznaczenia
- Krzyż Wielki Orderu Łaźni
- Order Zasługi
- Rycerz Wielkiego Krzyża Orderu Imperium Brytyjskiego